# Recadrage (vidéo)

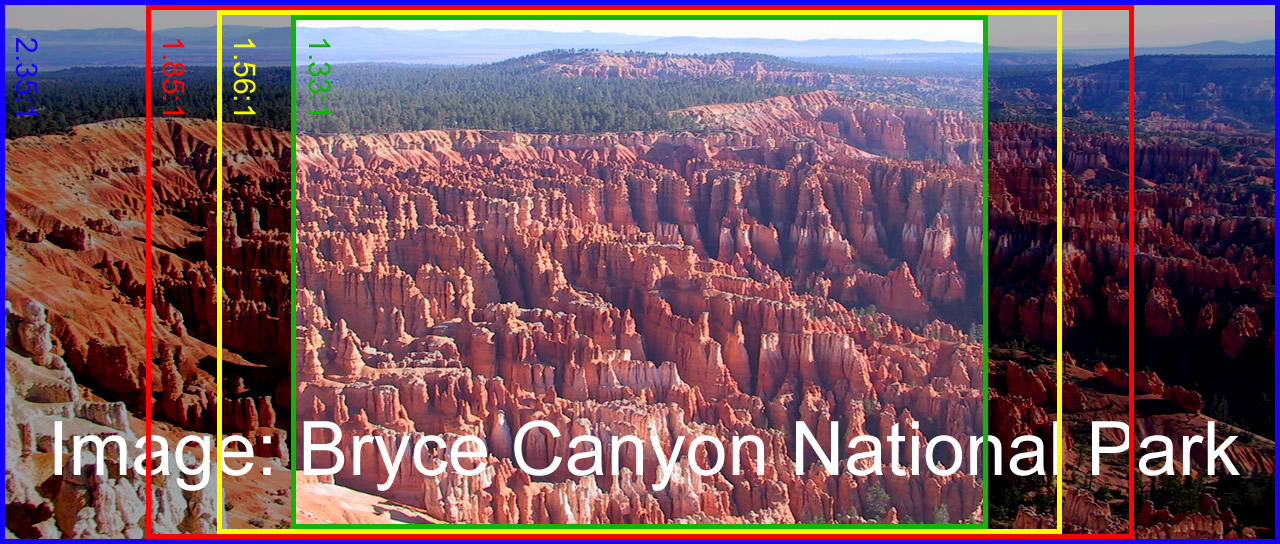
Image au format 2.35:1 subissant un traitement pan & scan pour la réduire au format 1,33:1. Presque la moitié de l'image originale a été découpée.

Le terme recadrage ou « pan and scan » (de l'anglais pivoter et découper)  fait référence à un procédé et à un type de cadrage d'une image ou une source vidéo affichée sur un écran informatique ou de télévision.

## Pan & Scan
Le procédé consiste à recadrer à l'intérieur de l'image d'origine (exemple : film de cinéma), une portion de cette image pour la faire correspondre aux proportions de l'écran sur lequel il est affiché. Il s'apparente à un effet zoom. D'un format « large » exploité en salle cinéma, on obtient ainsi, une image plus « carrée » ou conforme à l'écran de télévision. Il existe deux modes de recadrage. Le premier consiste à simplement choisir la zone centrale de l'image pour la recadrer. Le second est dit « dynamique » car il va déplacer le cadrage à gauche, au centre ou à droite de l'image, conformément à l'action du film. Ce second mode de recadrage nécessite un travail spécifique et ne peut donc pas être automatisé. Parfois, certains réalisateurs de l'œuvre originale dirigent, supervisent ou contrôlent cette « ré-édition » du film pour l'adapter au format télévisuel.
Dans tous les cas, l'image obtenue est donc obligatoirement tronquée latéralement, donc sensiblement incomplète par rapport à la volonté du réalisateur.
Cette formule est dénoncée par de nombreux professionnels du cinéma et de la télévision ainsi que par les cinéphiles car elle dénature considérablement l'œuvre originale.
Les partisans de la conservation du cadrage cinéma de l'œuvre tronquent souvent le débat en ne proposant qu'une opposition entre le Pan & Scan et le Letterbox laissant sous silence l'Open matte (en) et le Super 35 qui eux ne tronquent pas l'image mais en rajoutent par rapport à la version diffusée en salle de cinéma. Il est en effet plus difficile d'expliquer que d'ajouter de l'image peut aussi dénaturer aussi le cadrage.

## Autres recadrages

### Open matte et Super 35
Dans ces cas-là, l'image n'est pas recadrée en supprimant de l'image mais en en rajoutant la pellicule ayant été exposée sur une hauteur plus grande que celle projetée en salle. Cette solution séduisante présente néanmoins des inconvénients. Si elle n'était pas prévue dès le tournage on peut apercevoir des micros. Sur certains films les télé-cinéma utilisant cette technique font appel sur quelques plans à du Pan & Scan pour préserver par exemple l'intensité dramatique du gros plan serré ou parce que les effets spéciaux n'ont pas été réalisés sur toute la hauteur. Cette solution est la plus utilisée en Amérique, en Europe le Letterbox lui est préféré.
Elle est néanmoins utilisée sur l'ensemble des films de James Cameron par exemple par la volonté du réalisateur lui-même.

### Le formatLetterbox
Affiche le plus souvent l'image d'origine dans son intégralité mais engendre des bandes noires horizontale sur un écran vidéo, ayant un moins grand rapport en longueur. C'est par exemple le cas d'un téléviseur au rapport 16/9 affichant un film au format CinemaScope au rapport 2,39:1.

### Déformation
L'affichage plein écran et format large anamorphosé (ou tilt and scan) consistent à déformer les proportions d'origine (étirer ou aplatir) pour les faire correspondre à l'écran de télévision.

## Historique

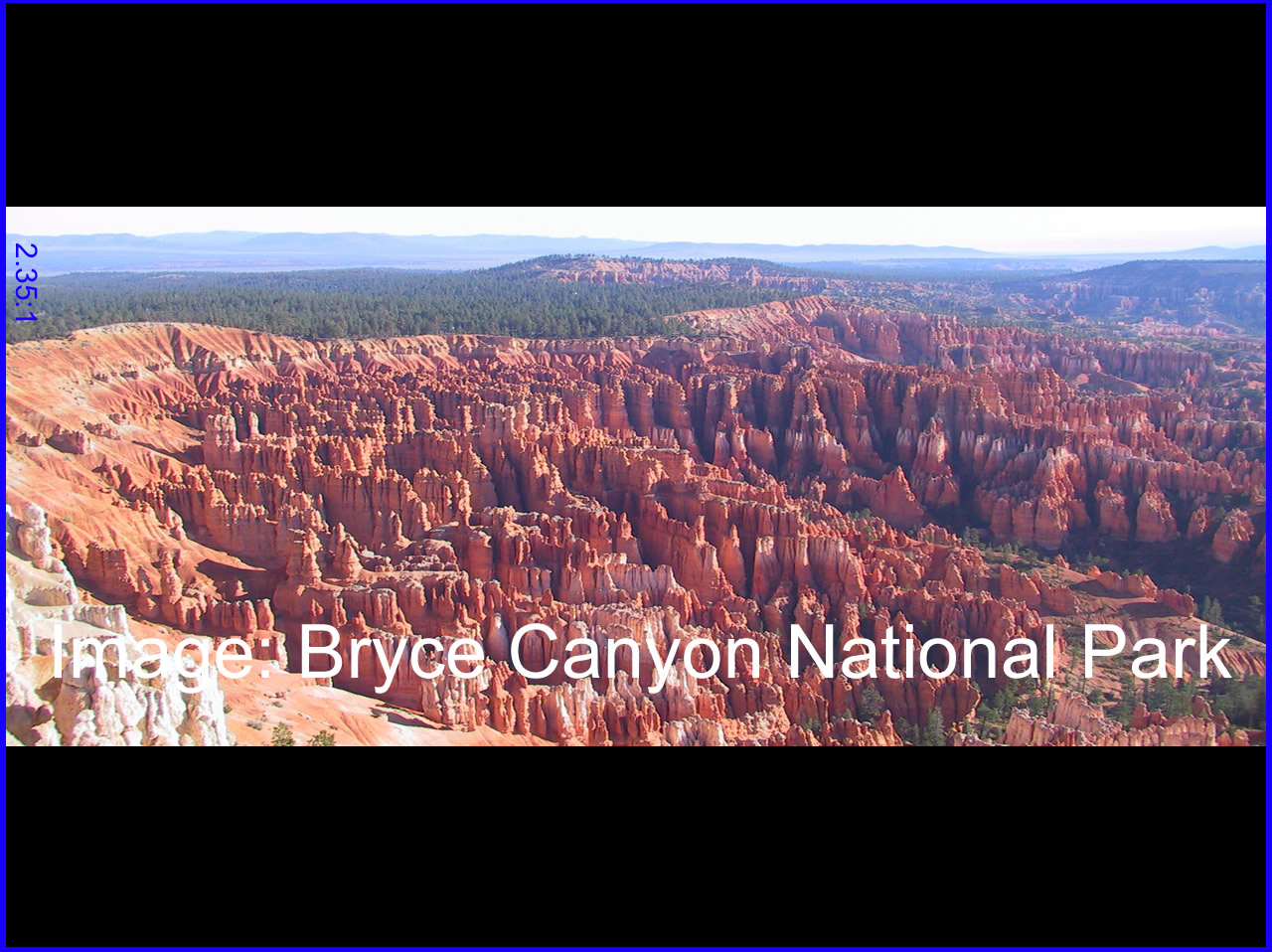
Un film au format 2,35:1 sur un écran 4/3 sans pan and scan

Cette technique est surtout utilisée en Amérique du Nord où, historiquement et jusqu'à l'apparition du DVD, les téléspectateurs américains n'apprécient guère le format Letterbox. Ce format, qui engendre des bandes noires, propose une image parfois très réduite sur les téléviseurs de petite taille, notamment avec les films tournés en CinemaScope. 
Il faut également mentionner le cas des films 1,85:1 tournés en soft-matte et des films 2,35:1 tournés en Super 35. Dans ce cas le film est tourné en 1,33:1 mais avec un cadre de composition 1,85:1 ou 2,35:1. La version 1,33:1 n'est donc pas obtenue en réduisant latéralement l'image mais en montrant l'image sur plus de hauteur (ainsi, dans les années 1980 sur certaines VHS, on voyait parfois des micros à l'écran).
De plus, le standard utilisé aux États-Unis pour la télévision, le NTSC, ne présente que 486 lignes de résolution en 60 Hz. L'arrivée des écrans de grande taille, du format 16/9 puis de la HD ont modifié ce phénomène.   
En France, ce recadrage n'a été exploité que par TF1 entre les années 1980 à 1995[réf. nécessaire], le public ayant été habitué depuis les années 1960, au télécinéma avec bandes noires.
En Europe, le mode Letterbox est le standard de fait pour la télédiffusion de films grâce à la plus grande résolution des standards PAL et SECAM qui affichent tous deux 576 lignes en 50 Hz. 
En France (et cela semble s'accélérer depuis l'émergence de la HD) il existe de plus en plus souvent un recadrage 16/9 (avec un changement de format momentané pendant le générique). Toutefois, les Blu-ray et DVD européens ainsi que la VOD semblent préservés de cette mode.
Durant l'hiver 2009, on a ainsi pu voir sur TF1 la trilogie du Seigneur des anneaux et sur M6 les 6 Star Wars en cadrage 16/9. Pour le Seigneur des anneaux, les films ayant été tournés en Super 35, ce recadrage a été effectué en ajoutant de l'image en haut et en bas par rapport à la version cinéma. La trilogie originale de Star Wars (épisodes IV à VI) ainsi que l'épisode I ont été tournés en 2,35:1 anamorphique ; on a donc des versions coupées latéralement (pan and scan).
Il faut garder à l'esprit que même si dans le cas du Super 35 on ne perd pas d'image (on en gagne même), ceci brise l'intensité d'un plan composé verticalement. 
D'ailleurs dans ce cas la, quand le télécinéma est supervisé par le réalisateur (à l'instar de James Cameron fervent défenseur du Super 35 qui supervise ses télécinémas de très près) il peut y avoir un recadrage (et donc une perte latérale pour ne pas avoir de gain vertical) pour les plans composés verticalement afin d'en garder l'intensité dramatique.
Le 14/9 (1,56:1) est un  format utilisé par certaines chaînes de télévision. Il servait initialement de format intermédiaire lors de la diffusion de programmes en 16/9, pour minimiser la gêne pour les possesseurs d'écrans classiques 4/3 : l'image se retrouvait ainsi encadrée par une légère bande noire en haut et bas de l'écran (Letterbox). Aujourd'hui, le 14/9 est parfois utilisé pour diffuser des anciennes séries, films, spectacles ou émissions tournées en 4/3. L'image est légèrement coupée en haut et en bas et des fines bandes noires sont visibles à gauche et à droite de l'écran, évitant sur les écrans 16/9 un cadre noir trop important et une image trop « lointaine ».

## Applications
La technique du recadrage ou pan and scan a été principalement utilisée en télévision. Les chaînes ont souvent recadré certains films afin de maximiser la surface visible et de réduire, voire de supprimer, les bandes noires du format Letterbox placées en haut et en bas de l'image. En France, cette pratique est de moins en moins utilisée, notamment du fait du passage au format de télédiffusion large ou 16/9.
Pour la vidéo, les DVD du type zone 1 (États-Unis, Canada) possèdent parfois une face ou version pan and scan sous l'appellation « standard » ainsi qu'une version ou face Letterbox (16/9) sous l'appellation « Wide Screen ».

## Critiques
Cette technique est contestée par les cinéphiles car elle anéantit le cadrage artistique qu'a souhaité le réalisateur. Le téléspectateur, souvent non-averti de ce procédé ne visionne donc pas le film dans son intégralité. Par ailleurs, la technique est parfois appliquée directement au master (matrice permettant ensuite sa duplication) du film de manière automatisée (télécinéma). Ce système revient à réaliser un vulgaire zoom dans l'image d'origine, à en accentuer le grain et ainsi, affecter considérablement sa définition. Ce procédé peut parfois entraîner d'autres aberrations; par exemple, si l'un des protagonistes ou sujet du film se situe ou se déplace dans un coin de l'image, il est alors occulté partiellement ou disparaît totalement de l'écran.